# Éric de Bisschop
Jules Éric Joseph de Bisschop (21. října 1891 Aire-sur-la-Lys – 30. srpna 1958 Rakahanga) byl francouzský mořeplavec a etnograf.
Pocházel ze zámožné podnikatelské rodiny vlámského původu, jako mladý chlapec utekl z domu a stal se námořníkem. Za první světové války se zúčastnil bitvy o Gallipoli, pak utrpěl zranění při havárii hydroplánu. Ve dvacátých letech byl obchodníkem v čínském Chan-kchou. Spolu s Josephem Tatibouetem se plavil na čínské džunce Fou Po. V roce 1936 postavil repliku polynéského domorodého plavidla nazvanou Kaimiloa, s níž se mu podařilo doplout z Honolulu do Cannes.
Za druhé světové války podporoval Philippe Pétaina, který byl jeho kmotrem. Působil jako konzul vichistické vlády na Havaji. Po válce byl agentem s nemovitostmi na Jižním souostroví.
Česky vyšla jeho kniha Polynéská záhada (Mladá fronta, 1965), v níž tvrdí, že Polynésané úspěšně kolonizovali Ameriku i Asii. Odmítl proto domněnku o osídlení tichomořských ostrovů jihoamerickými indiány, kterou zpopularizoval Thor Heyerdahl plavbou na voru Kon-Tiki. Aby de Bisschop dokázal, že stejně dobře bylo možno cestovat opačným směrem, postavil roku 1956 vor Tahiti-Nui, na kterém vyplul s dvoučlennou posádkou z Papeete a po půlroční plavbě byli nedaleko Ostrovů Juana Fernándeze zachráněni z polorozpadlého voru chilskými námořníky. V Chile vybudoval nový vor Tahiti-Nui II a vydal se na zpáteční cestu, plavidlo však ztroskotalo u pobřeží atolu Rakahanga v Cookových ostrovech a Éric de Bisschop při tom utrpěl smrtelné zranění.
Jeho vnuk Franck Goddio je podmořským archeologem.